# Charles Schutter
Charles Schutter (Tilburg, 1 november 1954) is een Nederlands voormalig voetballer die als aanvaller speelde.
In 1975 maakte hij de overstap van NOAD, waar zijn vader bestuurslid was, naar rivaal Willem II. In 1978 verbood de KNVB een overstap naar RKC waar hij pas medio 1979 speelgerechtigd werd. Schutter was later scheidsrechtersbegeleider.

## Carrièreoverzicht
| Seizoen  | Club      | Competitie     | Wedstrijden | Doelpunten |
| -------- | --------- | -------------- | ----------- | ---------- |
| 1975-'78 | Willem II | Eerste divisie | ?           | ?          |